# Prix national vénézuélien de la photographie
Le Prix national vénézuélien de la photographie est un prix annuel décerné à divers artistes qui réalisent ou capturent des images artistiques, symboliques ou représentatives en utilisant un appareil photo comme instrument. Il s'agit de l'un des prix nationaux vénézuéliens de la culture.

## Récipiendaires
| Année | Artiste                           |
| ----- | --------------------------------- |
| 1990  | José Sigala                       |
| 1991  | Alfredo Boulton                   |
| 1992  | Fina Gómez Revenga                |
| 1993  | Paolo Gasparini                   |
| 1994  | Barbara Brändli                   |
| 1994  | Claudio Perna                     |
| 1995  | Federico Fernández                |
| 1996  | Luis Brito                        |
| 1997  | Ricardo Armas                     |
| 1998  | Sebastián Garrido                 |
| 1999  | José Sardá                        |
| 2000  | Antolín Sánchez Lancho            |
| 2001  | Revision des règles d'attribution |
| 2003  | Thea Segall                       |
| 2006  | Miguel Gracia                     |
| 2008  | José Joaquín Castro               |
| 2010  | Joaquín Cortés                    |
| 2012  | Audio Cepeda                      |
| 2015  | Pablo Krisch                      |
| 2017  | Alexis Perez-Luna                 |
| 2019  | Vladimir Sersa Zvab               |

## Source
- (es) Cet article est partiellement ou en totalité issu de l’article de Wikipédia en espagnol intitulé « Premio Nacional de Fotografía de Venezuela » (voir la liste des auteurs).